# 阿利讷
阿利讷（法語：Hallines，法語發音：[alin]）是法国上法蘭西大區加来海峡省的一个市镇，属于圣奥梅尔区。

## 地理
阿利讷（50°42'32"N, 2°12'36"E）面积5.72 平方千米，位于法国上法蘭西大區加来海峡省，该省份为法国北部沿海省份，西北濒北海，南至索姆省，东临北部省。
与阿利讷接壤的市镇（或旧市镇、城区）包括：维泽讷、皮昂、勒米伊维尔坎、维斯克、埃凯尔德、埃尔福。

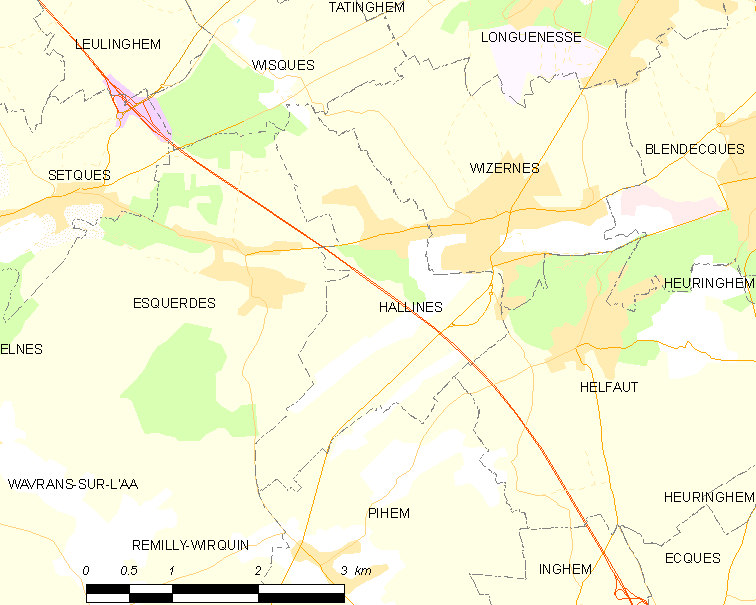
阿利讷的OSM定位图

阿利讷的时区为UTC+01:00、UTC+02:00（夏令时）。

## 行政
阿利讷的邮政编码为62570，INSEE市镇编码为62403。

## 政治
阿利讷所属的省级选区为隆格内斯县。

## 人口

1962-2008年间阿利讷人口变化图示

阿利讷于2022年1月1日时的人口数量为1202人。